# Union démocrate des Tatars turco-musulmans de Roumanie
La 'Union démocrate des Tatars turco-musulmans de Roumanie (en roumain : Uniunea Democratica a Tatarilor Turco-Musulmani din România, UDTTMR) est un parti politique roumain représentant les Tatars de Roumanie.

## Histoire
Le parti est fondé aussitôt après la révolution de 1989 sous le nom de l'Union minoritaire ethnique turque de Roumanie (en roumain : Uniunea Minoritară Etnică Turcă din România, en tant que formation commune aux Tatars et aux Turcs de Roumanie. Le 19 janvier 1990, les Turcs décident néanmoins de quitter la formation et de créer un autre parti.

## Résultats électoraux

### Élections parlementaires
| Année | Voix            | %               | %                  |
| Année | Voix            | National        | Județ de Constanța |
| ----- | --------------- | --------------- | ------------------ |
| 1990  | 8 600           | 0,06            |                    |
| 1992  | 7 699           | 0,07            | 2,0                |
| 1996  | 6 310           | 0,05            | 1,3                |
| 2000  | 10 380          | 0,09            | 2,6                |
| 2004  | 6 452           | 0,06            | 1,3                |
| 2008  | 11 868          | 0,17            | 1,4                |
| 2012  | 9 291           | 0,13            | 1,8                |
| 2016  | pas de candidat | pas de candidat | pas de candidat    |

### Élections locales
Lors des élections locales de 2016, le parti remporte 11 sièges de conseillers municipaux, dans les communes de Medgidia, Băneasa, Techirghiol, 23 August, Castelu, Cobadin, Lumina, Mihail Kogălniceanu, Topraisar, Valu lui Traian.